# Sitta pygmaea
El trepador enano (Sitta pygmaea), también conocido como saltapalos enano, sita enana o sita pigmea, es una especie de ave paseriforme de la familia Sittidae nativa de América del Norte.

## Distribución y hábitat
Se distribuye desde el sur de Columbia Británica a través de varias regiones discontinuas del oeste de Estados Unidos hasta el centro de México. Se encuentra generalmente en bosques de pino (especialmente Pinus ponderosa), abetos de Douglas y otras coníferas. Trepa acrobáticamente en el follaje de estos árboles, alimentándose de insectos y semillas: con menor frecuencia se arrastra a lo largo de las ramas o  troncos como los trepadores más grandes.

## Comportamiento
Anidan en cavidades de trozos muertos de coníferas, recubre la parte inferior de la cavidad con escalas de piñas de pino, otros materiales vegetales o animales suaves. Puede rellenar las grietas o hendiduras alrededor de la entrada con el pelaje, la función de este comportamiento es desconocido. La hembra pone 4-9 huevos, que son de color blanco con finas manchas de color marrón rojizo. Ella hace la mayoría de la incubación, que dura unos 16 días. Los pichones dejan el nido alrededor de 22 días después de la eclosión.
Esta especie es altamente gregaria. Una pareja anidando puede tener otras aves como ayudantes Fuera de la temporada de cría, esta ave se pasea en bandadas ruidosas. También se refugia comunalmente, más de 100 aves han sido vistas acurrucada en una sola cavidad de un árbol.

## Descripción
Mide alrededor de 10 cm de longitud y 10 gramos de peso. Todos los plumajes son similares, con una gorra grisácea, partes superiores de color gris azulado y partes inferiores blanquecinas. Las vocalizaciones son chirridos muy variados, píos y parloteos.
Esta especie es muy similar al trepador cabecipardo (Sitta pusilla) del sudeste de los Estados Unidos. Sus rangos no tienen ninguna superposición.

## Subespecies
Se reconocen seis subespecies:
- Sitta pygmaea brunnescens R. A. Norris, 1958
- Sitta pygmaea elii A. R. Phillips, 1986
- Sitta pygmaea flavinucha van Rossem, 1939
- Sitta pygmaea leuconucha Anthony, 1889
- Sitta pygmaea melanotis van Rossem, 1929
- Sitta pygmaea pygmaea Vigors, 1839